# کامینگتسا ناد نسان ووژتسکان
کامینگتسا ناد نسان ووژتسکان (به لهستانی:  Kamienica nad Nysą Łużycką) یک روستا در لهستان است که در گمینا تژبیل واقع شده‌است. کامینگتسا ناد نسان ووژتسکان  ۱۱۰ نفر جمعیت دارد.